# ويلينغتون دانيال بوينو
ويلينغتون دانيال بوينو (بالبرتغالية: Wellington Daniel Bueno) (24 أغسطس 1995 في ساو باولو في البرازيل – )؛ هو لاعب كرة قدم كان يلعب كمدافع.

## وصلات خارجية
- ويلينغتون دانيال بوينو على موقع الاتحاد الدولي (مؤرشف)  (الإنجليزية)
- ويلينغتون دانيال بوينو على موقع رابطة كرة القدم اليابانية للمحترفين (اليابانية)
- ويلينغتون دانيال بوينو على موقع إي إس بي إن إف سي (الإنجليزية)
- ويلينغتون دانيال بوينو على موقع قاعدة بيانات كرة القدم.إي يو (الإنجليزية)
- ويلينغتون دانيال بوينو على موقع Soccerway.com (الإنجليزية)
- ويلينغتون دانيال بوينو على موقع عالم كرة القدم.نت (الإنجليزية)
- ويلينغتون دانيال بوينو على موقع AS.com (الإسبانية)